# 가스토르니스
가스토르니스(Gastornis)는 신생대 팔레오세 중기 지금의 북아메리카와 유라시아 대륙에 숲과 초원에 서식했던 날지 못하는 공포새이다. 속명의 뜻은 화석을 최초로 발견한 물리학자 가스통 플랑테(Gaston Planté)의 이름을 따 '가스통의 새'를 의미한다.